# Victoria Skoglund
Anna Victoria Skoglund, född Mattsson 27 maj 1968 i Stockholm, är en svensk trädgårdsmästare och författare.

## Biografi
Skoglund utbildade sig till undersköterska och arbetade ett år på Huddinge sjukhus. Hennes far trädgårdsarkitekten Folke Mattsson övertog Zetas Trädgård 1975 från Gösta Zetterkvist och 1989 började hon arbeta i företaget. Hon tog över Zetas 1997 tillsammans med sin dåvarande man Rikard Skoglund. Sedan år 2021 äger hon Zetas ensam.
Skoglund är rådgivande trädgårdsmästare i Nyhetsmorgon i TV4, och är tidningen Sköna hems krönikör. Som författare har hon medverkat i en bok om Zetas trädgårdar, samt skrivit böckerna En trädgårdsmästares väg (2012) och Min trädgård vid sjön (2016).

## Utmärkelser
År 2015 mottog hon tillsammans med Gunnar Kaj Gartnerfondens belöning. Juryns motivering lydde bland annat: "Victoria arbetar framgångsrikt med trädgårdsverksamhet som trädgårdsmästare, kreatör, skribent och fotograf [...] Victoria har också varit en stor inspiratör för många runt om i landet och utomlands".
I februari 2018 hedrades hennes arbete med det nyinstiftade designpriset Årets Inspiratör 2018 som utges av tidskriften Elle. Motivationen var: "Kreativitet, långsiktighet och affärsmässighet i en sällsynt och unik kombination. Hon har förvandlat en traditionell handelsträdgård till ett livsstilskoncept i ständig utveckling."